# Podgórze (powiat gostyniński)
Podgórze (do 1922 Heinleben) – wieś sołecka w Polsce położona w województwie mazowieckim, w powiecie gostynińskim, w gminie Gostynin.
| SIMC    | Nazwa           | Rodzaj    |
| ------- | --------------- | --------- |
| 0999558 | Stara Mysłownia | część wsi |

Założone zostało pod koniec XVIII wieku, przez osadników holenderskich. We wsi działała szkoła ewangelicka. Podgórze było zamieszkane w 1827 przez 142 mieszkańców, a w 1882 przez 127. Do dzisiaj zachował się cmentarz ewangelicki. 
W latach 1975–1998 miejscowość należała administracyjnie do województwa płockiego.